# 赫尔曼·汉森
赫尔曼·汉森（德語：Hermann Hansen，1912年10月31日—1944年6月28日），德国男子手球运动员。他曾代表德国参加1936年夏季奥林匹克运动会手球比赛，获得一枚金牌，他在其中两场比赛中有上场。